# Človek letnih časov
Človek letnih časov (1987) je socialni roman Vitomila Zupana, s katerim se zaključi zgodnje obdobje avtorjevega proznega ustvarjanja. Ima elemente liričnega, moralističnega in kriminalnega romana. Nastajal je od leta 1943, v odlomkih je bil predstavljen na literarnem večeru, ki ga je leta 1947 organiziralo Društvo slovenskih književnikov.

## Zgradba
Roman je sestavljen iz uvoda, ki je nekakšna mitska osnova, in daljše pripovedi iz sodobnosti. V uvodu je glavna oseba Petavatthu, ki je zapustil svoje posestvo in odšel »na pot iskanja« odgovorov na življenjska vprašanja. V drugem delu je glavna oseba  Mart Glog, ki je Petavatthujevo nasprotje, v kapitalistično naravnani okolici je odtujen od prave človečnosti. Tako kot oslepljeni Petavatthu je tudi Mart Glog obsojen na propad v pohlepni in krivični družbi.

## Zgodba
Rodbinska zgodovina Marta Gloga se začne v času Ilirskih provinc, nato preskoči na obdobje pred drugo svetovno vojno. Kmet Štefan Birus tepe in vara ženo Marijo ter ne zna upravljati s posestvom. Pritlikavi Marijin polbrat Jožek se zavzame zanjo ter jo želi pripraviti do pobega. Birus umre, Marija se ponovno poroči z njegovim bratom Šimnom, ki je sprva boljši mož, nato pa postane podoben pokojnemu bratu. Za njima s številnimi dolgovi ostane sin Otar Manot.
Otar Manot je poročen z Nisjo, Mart Glog pa je njun otrok. V Nisjo se zaljubi Hektor Polič in želi navkljub svojemu premoženju najeti sobico v njihovem stanovanju, da bi ji bil bližje. Otar je zadolžen pri Jemniku, ki ga odpusti iz službe, saj njegova žena izve za moževa čustva do Nisje. Hektor želi Otarju zaradi težkih razmer doma ponuditi nočno službo, Nisja se sprva samo spogleduje, kasneje pa jo zamikajo njegove besede in darila. Otar nič ne sluti. Ponoči gre prosit Jemnika za pomoč, pred skednjem pa sreča Andreja, ki mu pove za pokvarjeno moko in ga nagovori h kraji. Po spletu okoliščin je Otar priča umoru Jemnika, Andreju pa obljubi molk. Kot osumljenec je v priporu, na zasliševanju se obnaša zmedeno in se neuspešno laže, kar je detektivu Karišu jasno, a vseeno misli, da je kriv.
Hektor Nisji pošlje še zadnje pismo in jo prosi za srečanje, a pismo ni nikoli dostavljeno, saj se Nisja odpelje z lepim avtomobilom.

## Komentarji
Osnovna smer dogajanja v pripovedi je spet značilen Zupanov vodilni motiv: iskanje osebne identitete. /.../ Pripoved se nadaljuje s fragmentarnimi spominskimi podobami, ki so natrgane, kot da šele skicirajo epske motive in osebe. Čeprav niso smiselno dovolj jasno vgrajene v celoto, so nekatere začetne scene presenetljivo literarno domiselne. 
 (Helga Glušič)
Ob Človeku letnih časov se ni mogoče ogniti vtisu zgledne zgoščenosti romanopisnih izkušenj, ki dajejo romanu visoko oblikovno raven, tako v slogu, ki je slojevit in živahno razvejen, tako v podajanju snovi, skozi katero sporoča svoj pogled na življenje in svet, in tako jezikovno, od pogovorno realističnih do poetično navdahnjenih pasaž, ki nam dajejo misliti, da je pred nami pravzaprav pesnitev o položaju človeka v času in o poti njegovega spoznanja. 
 (Franci Zagoričnik)